# 10億人起義
10億人起義是一個全球運動，2012年由伊芙·恩斯勒發起，旨在終止對婦女的性侵害及性暴力。根據聯合國數據顯示，全球有三分之一的女性曾經在一生中遭受性暴力，大約近10億人。

## 發起

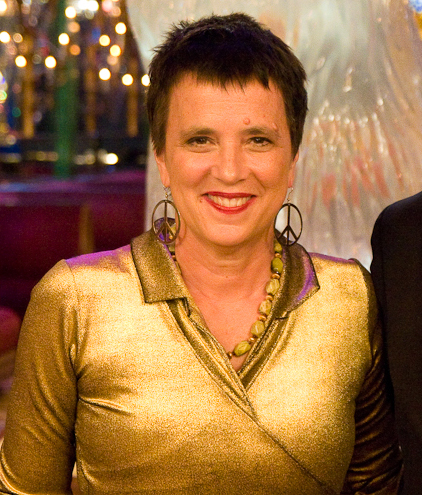
2011年3月，10億人起義运动的发起人

該活動發起人是劇作家與社會活動家伊芙·恩斯勒與她所創立的組織V-Day。

## 歷史

### 2012年
2012年9月20日，來自160個國家的人們簽署並參加活動。

### 2013年

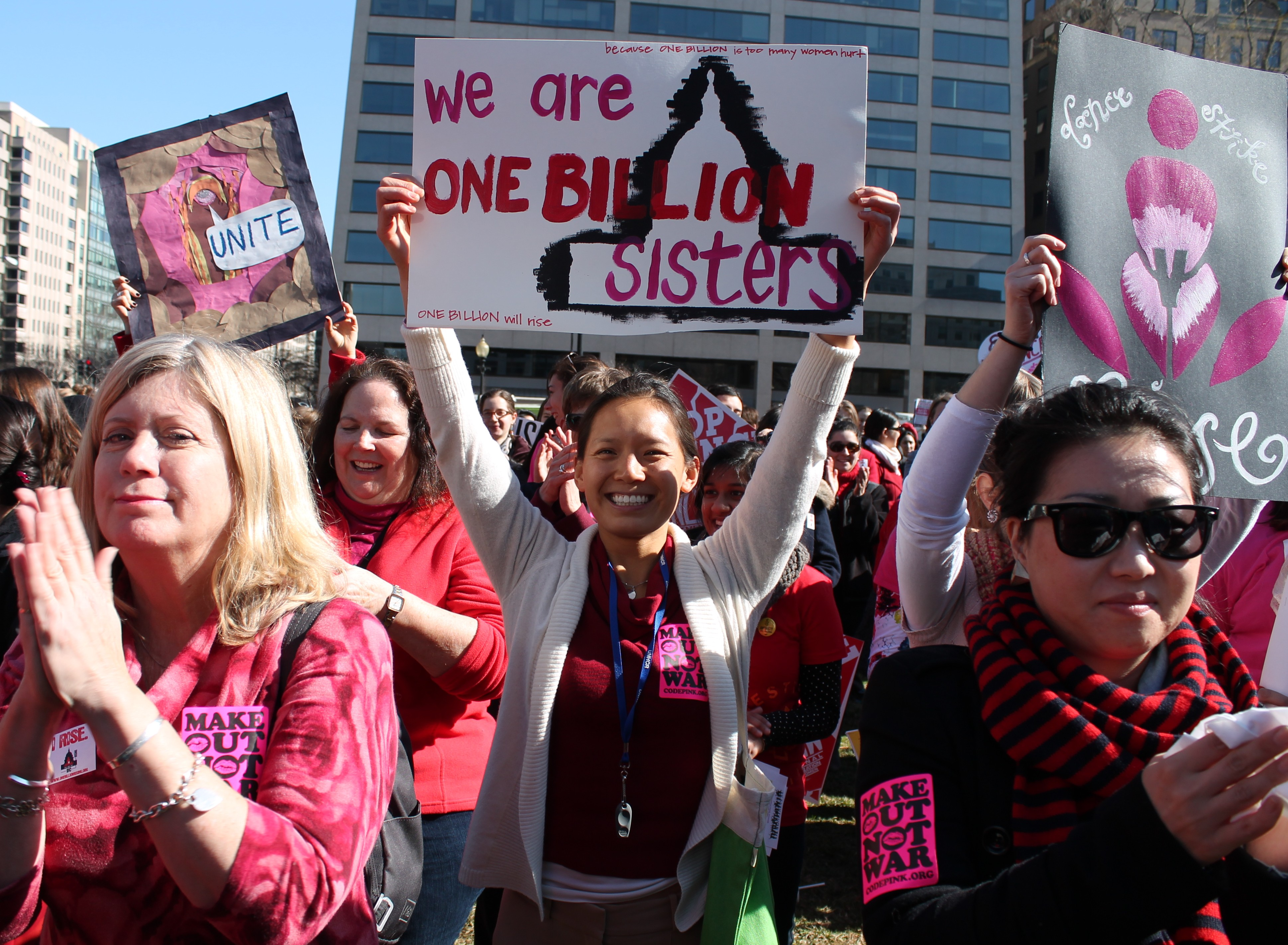
2013年，華盛頓區法拉格特廣場

2013年2月14日，該活動在超過190個國家舉行。

### 2014年
年度主題為「正義」（英語：One Billion Rising for Justice），活動於2014年2月舉行。

### 2015年
年度主題為「革命」（英語：One Billion Rising Revolution），超過200個國家加入活動。在義大利，超過100個城市共襄盛舉，而阿富汗則是全國34個省都舉辦了相關活動。

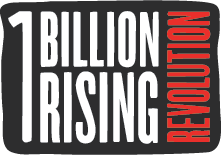
2016年10億人起義的標誌

### 2017年
活動於2017年2月舉行。

## 影片
2014年9月，該活動發布了年度主題為正義的10億人起義影片「One Billion Rising for Justice（页面存档备份，存于）」，由來自全球各地的業餘及專業攝影師拍下活動足跡，同時也採訪了活動協調者。2015年1月，該影片於美國犹他州帕克城的圣丹斯电影节（英語：Sundance Film Festival）首映。

## 外部連結
- 官方網站（页面存档备份，存于）